# Mestečko
Mestečko je naseljeno mjesto u okrugu Púchov u  Trenčínskom kraju u Slovačkoj.

## Stanovništvo
| Godina:     | 1993. | 2003.   | 2013.   | 2023.   |
| ----------- | ----- | ------- | ------- | ------- |
| Broj ljudi: | 513   | 508     | 529     | 494     |
| Razlika:    |       | -0,97 % | +4,13 % | -6,61 % |

| Godina:     | 2022. | 2023.   |
| ----------- | ----- | ------- |
| Broj ljudi: | 502   | 494     |
| Razlika:    |       | -1,59 % |

Prema podacima o broju stanovnika iz 2023. godine naselje je imalo 494 stanovnika.

## Vanjske poveznice
- Službena stranica naselja (sl.)